# 14-й меридіан східної довготи
14-й меридіан східної довготи — лінія довготи, що лежить на 14 градусів східніше Гринвіцького меридіана. Вона проходить від Північного полюса через Північний Льодовитий океан, Європу, Африку, Атлантичний океан, Південний океан та Антарктиду до Південного полюса.
14-й меридіан східної довготи формує велике коло разом із 166-тим меридіаном західної довготи.

## Список географічних об'єктів, що перетинає 14° сх. д.
Починаючи на Північному полюсі та рухаючись до Південного полюса, 14-й меридіан східної довготи проходить через:
| Координати                                                 | Країна, територія або море | Примітки                                                     |
| ---------------------------------------------------------- | -------------------------- | ------------------------------------------------------------ |
| 90°0′ пн. ш. 14°0′ сх. д. / 90.000° пн. ш. 14.000° сх. д.  | Північний Льодовитий океан |                                                              |
| 79°35′ пн. ш. 14°0′ сх. д. / 79.583° пн. ш. 14.000° сх. д. | Норвегія                   | Шпіцберген — проходить через острів Шпіцберген               |
| 77°25′ пн. ш. 14°0′ сх. д. / 77.417° пн. ш. 14.000° сх. д. | Атлантичний океан          | Норвезьке море                                               |
| 68°20′ пн. ш. 14°0′ сх. д. / 68.333° пн. ш. 14.000° сх. д. | Норвегія                   | Проходить через острів Вествогьой[en]                        |
| 68°12′ пн. ш. 14°0′ сх. д. / 68.200° пн. ш. 14.000° сх. д. | Атлантичний океан          | Норвезьке море                                               |
| 67°17′ пн. ш. 14°0′ сх. д. / 67.283° пн. ш. 14.000° сх. д. | Норвегія                   |                                                              |
| 64°53′ пн. ш. 14°0′ сх. д. / 64.883° пн. ш. 14.000° сх. д. | Швеція                     |                                                              |
| 64°29′ пн. ш. 14°0′ сх. д. / 64.483° пн. ш. 14.000° сх. д. | Норвегія                   |                                                              |
| 64°3′ пн. ш. 14°0′ сх. д. / 64.050° пн. ш. 14.000° сх. д.  | Швеція                     |                                                              |
| 55°25′ пн. ш. 14°0′ сх. д. / 55.417° пн. ш. 14.000° сх. д. | Балтійське море            |                                                              |
| 54°4′ пн. ш. 14°0′ сх. д. / 54.067° пн. ш. 14.000° сх. д.  | Німеччина                  | Проходить через острів Узедом                                |
| 53°51′ пн. ш. 14°0′ сх. д. / 53.850° пн. ш. 14.000° сх. д. | Щецинська затока           |                                                              |
| 53°46′ пн. ш. 14°0′ сх. д. / 53.767° пн. ш. 14.000° сх. д. | Німеччина                  |                                                              |
| 50°49′ пн. ш. 14°0′ сх. д. / 50.817° пн. ш. 14.000° сх. д. | Чехія                      |                                                              |
| 48°43′ пн. ш. 14°0′ сх. д. / 48.717° пн. ш. 14.000° сх. д. | Австрія                    |                                                              |
| 46°29′ пн. ш. 14°0′ сх. д. / 46.483° пн. ш. 14.000° сх. д. | Словенія                   |                                                              |
| 45°31′ пн. ш. 14°0′ сх. д. / 45.517° пн. ш. 14.000° сх. д. | Хорватія                   |                                                              |
| 44°48′ пн. ш. 14°0′ сх. д. / 44.800° пн. ш. 14.000° сх. д. | Адріатичне море            |                                                              |
| 42°41′ пн. ш. 14°0′ сх. д. / 42.683° пн. ш. 14.000° сх. д. | Італія                     | Проходить через Апеннінський півострів та острів Прочида[ru] |
| 40°45′ пн. ш. 14°0′ сх. д. / 40.750° пн. ш. 14.000° сх. д. | Середземне море            | Тірренське море                                              |
| 38°2′ пн. ш. 14°0′ сх. д. / 38.033° пн. ш. 14.000° сх. д.  | Італія                     | Проходить через острів Сицилія                               |
| 37°6′ пн. ш. 14°0′ сх. д. / 37.100° пн. ш. 14.000° сх. д.  | Середземне море            | Проходить західніше острова Гоцо, Мальта                     |
| 32°44′ пн. ш. 14°0′ сх. д. / 32.733° пн. ш. 14.000° сх. д. | Лівія                      |                                                              |
| 22°48′ пн. ш. 14°0′ сх. д. / 22.800° пн. ш. 14.000° сх. д. | Нігер                      |                                                              |
| 15°12′ пн. ш. 14°0′ сх. д. / 15.200° пн. ш. 14.000° сх. д. | Чад                        | Становить кордон з Нігерія по озеру Чад                      |
| 13°11′ пн. ш. 14°0′ сх. д. / 13.183° пн. ш. 14.000° сх. д. | Нігерія                    |                                                              |
| 11°19′ пн. ш. 14°0′ сх. д. / 11.317° пн. ш. 14.000° сх. д. | Камерун                    |                                                              |
| 2°10′ пн. ш. 14°0′ сх. д. / 2.167° пн. ш. 14.000° сх. д.   | Республіка Конго           |                                                              |
| 1°25′ пн. ш. 14°0′ сх. д. / 1.417° пн. ш. 14.000° сх. д.   | Габон                      |                                                              |
| 0°23′ пн. ш. 14°0′ сх. д. / 0.383° пн. ш. 14.000° сх. д.   | Республіка Конго           |                                                              |
| 0°13′ пд. ш. 14°0′ сх. д. / 0.217° пд. ш. 14.000° сх. д.   | Габон                      |                                                              |
| 2°27′ пд. ш. 14°0′ сх. д. / 2.450° пд. ш. 14.000° сх. д.   | Республіка Конго           |                                                              |
| 4°28′ пд. ш. 14°0′ сх. д. / 4.467° пд. ш. 14.000° сх. д.   | ДР Конго                   |                                                              |
| 5°51′ пд. ш. 14°0′ сх. д. / 5.850° пд. ш. 14.000° сх. д.   | Ангола                     |                                                              |
| 17°25′ пд. ш. 14°0′ сх. д. / 17.417° пд. ш. 14.000° сх. д. | Намібія                    |                                                              |
| 21°49′ пд. ш. 14°0′ сх. д. / 21.817° пд. ш. 14.000° сх. д. | Атлантичний океан          |                                                              |
| 60°0′ пд. ш. 14°0′ сх. д. / 60.000° пд. ш. 14.000° сх. д.  | Південний океан            |                                                              |
| 69°22′ пд. ш. 14°0′ сх. д. / 69.367° пд. ш. 14.000° сх. д. | Антарктида                 | Проходить через Землю Королеви Мод (претендує Норвегія)      |